# جکسون‌ها: یک رویای آمریکایی
جکسون‌ها: یک رؤیای آمریکایی (انگلیسی: The Jacksons: An American Dream) یک مینی سریال آمریکایی پنج ساعته است که در دو قسمت از شبکه ای‌بی‌سی پخش شد و در ابتدا از ۱۵ نوامبر تا ۱۸ نوامبر ۱۹۹۲ پخش می‌شد. این سریال بر اساس تاریخچهٔ خانواده جکسون، یکی از موفق‌ترین خانواده‌های صنعت موسیقی در نمایش و سال‌های اولیه و موفق گروه محبوب موتاون، جکسون ۵ است.